# Eleccions al Landtag de Baviera de 2003
Les eleccions al Landtag de Baviera de 2003 es van celebrar el 21 de setembre de 2003. La CSU, el partit germà de la CDU va obtenir 124 diputats sobre els 180 totals, això és més de dos terços del Parlament, una fita històrica que cap altre partit no ha aconseguit en tota la història d'Alemanya. A més, va aconseguir més del 60% dels vots, que representava el segon millor resultat percentual de la història després del 62% obtingut l'any 1974. Els socialdemòcrates (SPD) es van desplomar del 29% aconseguit en les anteriors eleccions, celebrades en 1998, al 20%. Els verds van continuar pujant. Els liberals van millorar però no els va valer per reaparèixer en el parlament. Els resultats foren:
| ' | ' |

| ' | ' |

| ' | ' |

| ' | ' |

| ' | ' |

| ' | ' |

| ' | ' |

| ' | ' |

| ' | ' |

| ' | ' |